# كريس فريلينج
كريستوفر فرانسيس فريلينج (بالإنجليزية: Christopher Francis Freiling) رياضياتي مسؤول عن بديهية فرايلينغ في التماثل في نظرية المجموعة. وقد قدم أيضًا مساهمات كبيرة في نظرية الترميز، في عملية تأسيس الروابط بين هذا المجال ونظرية ماترويد (بالإنجليزية: matroid theory).
حصل فرايلينج على درجة الدكتوراه في عام 1981 من جامعة كاليفورنيا، لوس أنجلوس تحت إشراف دونالد أ. مارتن. وهو عضو في هيئة التدريس بقسم الرياضيات في جامعة ولاية كاليفورنيا، سان بيرناردينو.

## منشورات مختارة
- Freiling ، كريس (1986)، «أكسيومس التماثل: رمي السهام في خط الرقم الحقيقي»، The Journal of Symbolic Logic ، 51 (1): 190–200، doi: 10.2307 / 2273955، ISSN 0022-4812، JSTOR 2273955، MR 0830085
- دوجيرتي، راندال؛ Freiling ، كريستوفر. Zeger ، كينيث (2005)، «قصور الترميز الخطي في تدفق معلومات الشبكة»، معاملات IEEE على نظرية المعلومات، 51 (8): 2745-2759، doi: 10.1109 / TIT.2005.851744.
- دوجيرتي، راندال؛ Freiling ، كريس. Zeger ، كينيث (2007)، «الشبكات، matroids ، وعدم المساواة في المعلومات غير شانون»، والمعاملات IEEE على نظرية المعلومات، 53 (6): 1949-1969، دوي: 10.1109 / TIT.2007.896862، MR 2321860.